# Alejandro Muñoz Ciudad Real
Alejandro Muñoz Ciudad Real (* 3. Februar 1902 in San Salvador; † 1991 ebenda) war ein salvadorianischer Dirigent und Musikpädagoge.
Muñoz studierte bei José F. Vásquez. Er war der erste salvadorianische Dirigent des von dem deutschen Dirigenten Paul Müller gegründeten Orquesta Sinfónica de El Salvador. Einer seiner Schüler war der Komponist Germán Cáceres.